# 哈奇森山
66°56′S 65°42′W / 66.933°S 65.700°W
哈奇森山是南極洲的山峰，位於葛拉漢地的阿韋里高原，處於拉姆皮特冰原島峰東北面3公里，從達貝爾灣可遠眺看見，以英國物理學家命名。